# (13031) Durance
Pour les articles homonymes, voir Durance (homonymie).
(13031) Durance (désignation provisoire : 1989 SN4)  est un astéroïde de la ceinture principale découvert le 26 septembre 1989 par l'astronome belge Eric Walter Elst à l'observatoire européen austral.
Il porte le nom de la rivière de la Durance, qui se trouve dans le sud-est de la France.